# Semera

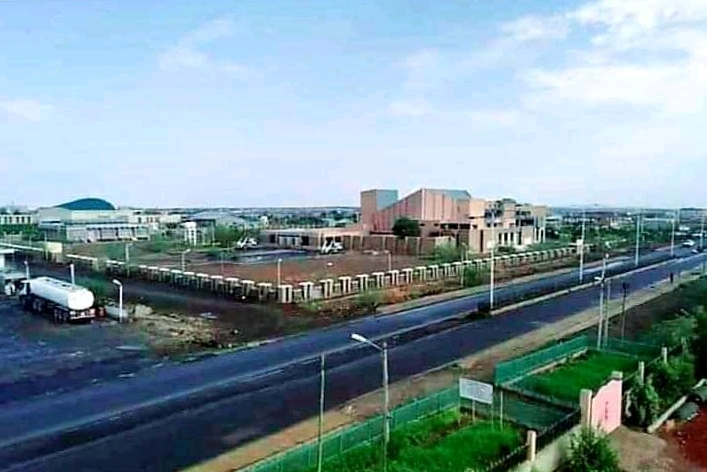
Semera

Samara (în afar: Samara, în amharică ሰመራ) este capitala Regiunii Afar, Etiopia. Este un oraș de pe autostrada Awash – Assab din nord-estul Etiopiei, care a fost planificat și construit pentru a înlocui Asaita. Situată în Zona Administrativă 1, Semara se află la latitudinea și longitudinea de 11°47′32″N 41°0′31″E / 11.79222°N 41.00861°E. 
Cu amestecul său ciudat de barăci, blocuri de apartamente moderne și clădiri administrative fără suflet, arată ca o versiune microscopică a Brasiliei care răsare incongruent în mijlocul deșertului – cu excepția faptului că este o încercare complet eșuată de a crea un oraș nou.
Ghidul Lonely Planet din 2009 a omis fraza finală după liniuță. Ediția din 2002 a Etiopia: ghidul de călătorie Bradt a descris Semara ca fiind „o stație de alimentare activă (completă cu frigider) și un grup de birouri moderne și blocuri de apartamente înalte la diferite grade de finalizare – toate într-o izolare nebună de orice așezare existentă!"
Zona este deservită de Aeroportul Samara, care are zboruri spre Addis Abeba.

## Clima
Semera are o climă caldă deșertică în sistemul de clasificare a climei Köppen-Geiger.
| Date climatice pentru Semera | Date climatice pentru Semera | Date climatice pentru Semera | Date climatice pentru Semera | Date climatice pentru Semera | Date climatice pentru Semera | Date climatice pentru Semera | Date climatice pentru Semera | Date climatice pentru Semera | Date climatice pentru Semera | Date climatice pentru Semera | Date climatice pentru Semera | Date climatice pentru Semera | Date climatice pentru Semera |
| Luna                         | Ian                          | Feb                          | Mar                          | Apr                          | Mai                          | Iun                          | Iul                          | Aug                          | Sep                          | Oct                          | Nov                          | Dec                          | Anual                        |
| ---------------------------- | ---------------------------- | ---------------------------- | ---------------------------- | ---------------------------- | ---------------------------- | ---------------------------- | ---------------------------- | ---------------------------- | ---------------------------- | ---------------------------- | ---------------------------- | ---------------------------- | ---------------------------- |
| Maxima medie °C (°F)         | 30.1 (86,2)                  | 30.3 (86,5)                  | 32.4 (90,3)                  | 34.2 (93,6)                  | 36.7 (98,1)                  | 39.2 (102,6)                 | 38.0 (100,4)                 | 36.4 (97,5)                  | 36.0 (96,8)                  | 34.3 (93,7)                  | 32.0 (89,6)                  | 30.5 (86,9)                  | 34,18 (93,52)                |
| Media zilnică °C (°F)        | 24.2 (75,6)                  | 25.0 (77)                    | 26.6 (79,9)                  | 28.1 (82,6)                  | 30.1 (86,2)                  | 32.3 (90,1)                  | 31.0 (87,8)                  | 30.0 (86)                    | 30.2 (86,4)                  | 28.1 (82,6)                  | 25.9 (78,6)                  | 24.6 (76,3)                  | 28,01 (82,41)                |
| Minima medie °C (°F)         | 18.3 (64,9)                  | 19.8 (67,6)                  | 20.9 (69,6)                  | 22.1 (71,8)                  | 23.6 (74,5)                  | 25.5 (77,9)                  | 24.0 (75,2)                  | 23.6 (74,5)                  | 24.4 (75,9)                  | 21.9 (71,4)                  | 19.8 (67,6)                  | 18.7 (65,7)                  | 21,88 (71,39)                |
| Precipitații mm (inches)     | 7 (0.28)                     | 8 (0.31)                     | 29 (1.14)                    | 20 (0.79)                    | 11 (0.43)                    | 5 (0.2)                      | 40 (1.57)                    | 52 (2.05)                    | 16 (0.63)                    | 6 (0.24)                     | 7 (0.28)                     | 2 (0.08)                     | 203 (7,99)                   |
| Sursă: Climate-Data.org      |                              |                              |                              |                              |                              |                              |                              |                              |                              |                              |                              |                              |                              |